# Haa Dhaalu
Cette page contient des caractères et des mots thâna comme ހ ou ފ. En cas de problème, consultez l’article Thâna ou testez votre navigateur.
Haa Dhaalu est une subdivision des Maldives composée de la totalité de l'atoll Makunudhoo et de la partie centrale de l'atoll Thilandhunmathi. Ses 23 875 habitants se répartissent sur 16 des 35 îles qui composent la subdivision. Sa capitale est Kulhudhuffushi.